# Jožica Peric
Jožica Peric, slovenski učiteljica, pesnica in pisateljica, * 24. april 1939, Dol pri Doberdobu, † 2. oktober 1973, Gorica. 

## Življenje in delo
Osnovno šolo je končala v rojstnem kraju, nižjo srednjo šolo in učiteljišče pa v Gorici. Po maturi je nadaljevala študij na Leposlovni fakulteti tržaške Univerze. V šolskem letu 1969/1970 je začela kot suplentka poučevati na enotni srednji šoli v Gorici. Med pripravo doktorata pa je nepričakovano umrla.
Jožica Peric je znala izpovedati svoj notranji svet v kratki prozi in v pesmih polnih nežnosti, doživetij ter ljubezni do narave in sočloveka. Ustvarila je veliko otroške literature. Prvič je svoje literarno delo objavila kot učiteljica v dijaškem listu Mladi vzori ter nadaljevala z objavami v listih Literarne vaje (Trst) in Katoliški glas (Gorica). Veliko njenih del pa je žal ostalo v rokopisih.